# Грушівська сільська рада (Дрогобицький район)
| Грушівська сільська рада — орган місцевого самоврядування у Дрогобицькому районі Львівської області з адміністративним центром у с. Грушів. Історична дата утворення: в 1939 році. Водоймища на території, підпорядкованій даній раді: річка Бистриця. Сільській раді підпорядковані населені пункти: - с. Грушів - с. Зади - с. Тинів |

## Склад ради
Рада складається з 18 депутатів та голови.

### Керівний склад ради
| ПІБ                  | Основні відомості                                                 | Дата обрання | Дата звільнення |
| -------------------- | ----------------------------------------------------------------- | ------------ | --------------- |
| Дудич Іван Семенович | Сільський голова, 1974 року народження, освіта                    | 26.03.2006   | 31.10.2010      |
| Дудич Іван Семенович | Сільський голова, 1974 року народження, освіта вища, безпартійний | 31.10.2010   |                 |

Примітка: таблиця складена за даними джерела